# هربرت پری
هربرت پری (انگلیسی: Herbert Perry; ۲۳ ژانویهٔ ۱۸۹۴ – ۲۰ ژوئیهٔ ۱۹۶۶) تیرانداز اهل بریتانیا بود.
وی در مسابقات کشوری و بین‌المللی در مجموع برندهٔ ۱ مدال طلا شده‌است.